# Jan z Würzburga
Jan z Würzburga – pielgrzym, który między 1160 a 1170 rokiem nawiedził Ziemię Świętą. Opis jego podróży – Descriptio Terrae Sanctae – został opublikowany dopiero w 1721 roku i zawiera wiele szczegółów średniowiecznej Jerozolimy. Opis jest dedykowany socjuszowi Dietricusowi. O życiu Jana niewiele wiadomo.